# ŽOK Varadin
ŽOK Varadin  est un club serbe de volley-ball basé à Petrovaradin, évoluant pour la saison 2012-2013 en Superliga.

## Effectifs

### Saison 2012-2013
Entraîneur : Vladimir Kapriš  Serbie 